# ويلسون ودسايد
ويلسون ودسايد هو صحفي كندي، ولد في 1905 في بورتاج لابريري في كندا، وتوفي في 29 مايو 1991.